# Fantasía histórica

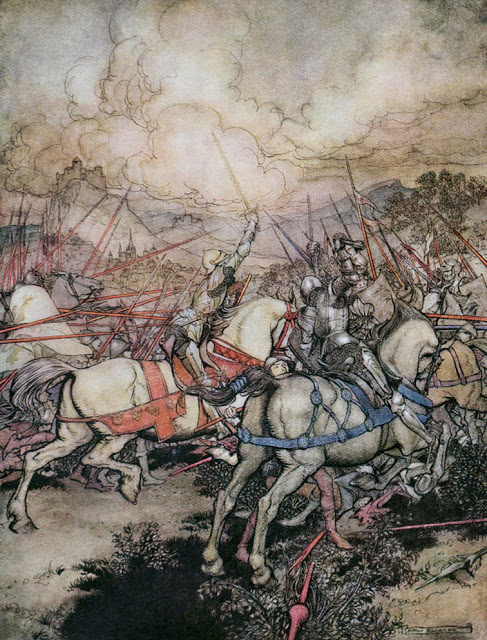
"Como Arthur sacó su espada Excalibur por primera vez". La ilustración de Arthur Rackham para El romance del rey Arturo, de Alfred W. Pollard, resumida de la novela de fantasía medieval arturiana de Thomas Malory, del siglo XV, Le Morte d'Arthur.

La fantasía histórica es un subgénero de fantasía que abarca la Edad Media y, en ocasiones, representa simplemente versiones ficticias de eventos históricos. Este subgénero es común entre los juegos de rol y la literatura de alta fantasía . Puede incluir varios elementos de la cultura y la sociedad medieval europea, incluido un gobierno monárquico, una estructura social feudal, una guerra medieval y entidades míticas comunes en el folklore europeo. Las obras de este género pueden tener argumentos establecidos en los tiempos bíblicos o en la antigüedad clásica . A menudo tienen argumentos basados muy libremente en la mitología o las leyendas de la historia grecorromana, o las culturas circundantes de la misma época. 

## Visión general
La fantasía histórica usualmente toma uno de los cuatro enfoques comunes:
1. La magia, las criaturas míticas u otros elementos sobrenaturales coexisten invisiblemente con el mundo mundano, y la mayoría de las personas no lo saben. En esto, tiene una gran similitud con la fantasía contemporánea . Esto comúnmente se superpone con el tropo de la historia secreta . Alternativamente, la narrativa del autor muestra o implica que para el día de hoy, la magia se habrá retirado del mundo para permitir que la historia vuelva a la versión familiar que conocemos.[2] Un ejemplo de esto se puede encontrar en The Charwoman's Shadow, de Lord Dunsany, que tiene lugar en España, pero que termina con el mago que se retira a sí mismo, y todas las criaturas del romance, del mundo, y así termina el Golden Años.[3]
2. También puede incluir una historia alternativa donde el pasado o el presente ha cambiado significativamente cuando un evento histórico real resultó diferente.[4]
3. La historia tiene lugar en un mundo secundario con paralelos específicos y reconocibles a un lugar (o lugares) conocido y un período histórico definido, en lugar de tomar la "mezcla y combinación" geográfica e histórica favorecida por otras obras de fantasía del mundo secundario. Sin embargo, muchas obras, si no la mayoría, de autores fantásticos derivan ideas e inspiración de eventos reales, lo que hace que las fronteras de este enfoque no sean claras.
4. Fantasía histórica también se puede establecer en un mundo ficticio que se parece a un período de la historia, pero no es esa historia real.[4]

Los cuatro enfoques se han superpuesto en el subgénero steampunk comúnmente asociado con la literatura de ciencia ficción. Sin embargo, no todas las fantasías steampunk pertenecen al subgénero de fantasía histórica. 

## Subgéneros

### Fantasía árabe
Después de que la traducción de Antoine Galland de Las mil y una noches se hiciera enormemente popular en Europa, muchos escritores escribieron una fantasía basada en la imagen romántica de Galland de Oriente Medio y el norte de África. Los primeros ejemplos incluyeron los cuentos satíricos de Anthony Hamilton y Zadig de Voltaire. El trabajo en inglés en el género de fantasía árabe incluye Rasselas (1759) de Samuel Johnson, The Tales of the Genii de James Ridley (1764), Vathek de William Thomas Beckford (1786), The Shaving of de George Meredith Shagpat (1856), Khaled (1891) de F. Marion Crawford y James Elroy Flecker Hassan (1922).
A finales de la década de 1970, el interés en el subgénero revivido con Hasan (1977) por Piers Anthony . Esto fue seguido por varias otras novelas que repasan la leyenda árabe: el metaficcional The Arabian Nightmare (1983) de Robert Irwin, la novela para niños de Diana Wynne Jones, Castle in the Air (1990), la cómica Djinn Rummy de Tom Holt (1995) y Hilari Bell Caída de un reino.

### Fantasía celta
La fantasía celta tiene vínculos con la fantasía histórica y la ficción histórica celta. La fantasía histórica celta incluye obras como la serie Deryni de Katherine Kurtz, la serie Deverry de Katharine Kerr o la trilogía Green Lion de Teresa Edgerton . Estas obras están (vagamente) basadas en antiguas culturas celtas. El folclore separado de Irlanda, Gales y Escocia a veces se ha utilizado indiscriminadamente, a veces con gran efecto, como en la trilogía de Finnbranch de Paul Hazel, Yearwood (1980), Undersea, (1982) e Winterking (1985); otros escritores se han distinguido por usar una sola fuente.
Entre las obras notables inspiradas en la mitología irlandesa se encuentran The Crock of Gold (1912) de James Stephens, The Curse of the Wise Woman (1933) de Lord Dunsany, el humorístico de Flann O'Brien At Swim-Two-Birds (1939), Pat. The Hounds of the Morrigan (1985) de O'Shea y novelas de Peter Tremayne, Morgan Llywelyn y Gregory Frost.
La tradición galesa ha sido particularmente influyente, que tiene su conexión con el Rey Arturo y su colección en una única obra, la épica Mabinogion. Un recuento influyente de esto fue el trabajo de fantasía de Evangeline Walton: La Isla de los Poderosos, Los Hijos de Llyr, La Canción de Rhiannon y el Príncipe de Annwn . Se ha escrito una cantidad notable de ficción en el área galés de la fantasía celta; otros autores notables de la fantasía celta galesa son Kenneth Morris, John Cowper Powys, Vaughan Wilkins, Lloyd Alexander, Alan Garner, y Jenny Nimmo.
La fantasía celta escocesa es menos común, pero James Hogg, John Francis Campbell ( El mito del dragón celta, 1911), Fiona MacLeod, William Sharp, George Mackay Brown y Deborah Turner Harris escribieron material basado en mitos y leyendas escocesas.
La fantasía basada en la rama del folclore bretón de la mitología celta no aparece a menudo en el idioma inglés. Sin embargo, varios escritores conocidos han utilizado tal material; La demoiselle d'Ys de Robert W. Chambers (de The King in Yellow, 1895) y A. Merritt en Creep, Shadow! (1934) ambos se inspiraron en la leyenda bretona de la ciudad perdida de Ys, mientras que " The Lay of Aotrou and Itroun " (1930) de JRR Tolkien es un poema narrativo basado en la leyenda bretona de Corrigan.

### Fantasía clásica
La fantasía clásica es una fantasía subgénica basada en los mitos griegos y romanos. El simbolismo de la mitología clásica es enormemente influyente en la cultura occidental, pero no fue hasta el siglo XIX cuando se usó en el contexto de la fantasía literaria. Richard Garnett (El crepúsculo de los dioses y otros cuentos, 1888, revisado en 1903) y John Kendrick Bangs (Noches olímpicas, 1902) utilizaron los mitos griegos con fines satíricos.
Los escritores del siglo XX que hicieron un uso extensivo del subgénero incluyeron a John Erksine, quien continuó la tradición satírica de la fantasía clásica en obras como La vida privada de Elena de Troya (1925) y Venus, la diosa solitaria (1949). Eden Phillpotts usó mitos griegos para hacer puntos filosóficos en fantasías como Pan and the Twins (1922) y Circe's Island (1925). El reinado de la magia de Jack Williamson ( Unknown Worlds, 1940) es una historia de aventuras basada en la leyenda de Teseo. Varias de las novelas de Thomas Burnett Swann se basan en mitos griegos y romanos, incluido el Día del Minotauro (1966). The Firebrand (1986) de Marion Zimmer Bradley y Olympic Games (2004) de Leslie ¿Cuáles son los dos cuentos de fantasía clásicos con matices feministas?

### Fantasía Steampunk
Fantasía steampunk es otro subgénero de fantasía histórica, generalmente ambientado en la época victoriana o eduardiana. La tecnología de vapor, combinada con la arquitectura y la tecnología de estilo victoriano o gótico, es la interpretación más reconocida de este género. Una de las características más populares de Steampunk es la apariencia de un reloj desnudo y engranajes oxidados. Algunas obras de este género son historia alternativa. 

#### Fantasía de gaslamp
Gaslamp fantasy es un subgénero de Steampunk y de fantasía histórica, se desarrolla en un universo alternativo basado en épocas victorianas o eduardianas; sin embargo, la magia juega un papel más importante que la tecnología de la era. 

### Fantasía de la pólvora
Similar a Steampunk, la fantasía de la pólvora se considera un paso por debajo de su primo más popular. La fantasía de pólvora combina elementos de fantasía épica (magia, criaturas míticas, elfos, escala épica) con rifles y ferrocarriles. Es un subgénero relativamente nuevo, pero ha ido ganando popularidad. Varía desde Steampunk en que se mantiene alejado de los inventos fantásticos (aeronaves, máquinas, etc.) que son comunes en Steampunk. A veces también se le llama "mosquetes y magia". La fantasía de la pólvora se establece generalmente en un mundo con tecnología más o menos equivalente al mundo en los siglos XVII al XIX, especialmente en las últimas épocas. Por lo general, la fantasía de la pólvora también incluye elementos de la tecnología del mundo real, como la energía de vapor, la telegrafía y, en algunos casos, los primeros teléfonos o motores de combustión. 
Los ejemplos de fantasía de pólvora incluyen Monster Blood Tattoo Series de DM Cornish (2006 – 2010), Fullmetal Alchemist de Hiromu Arakawa (2010 – ), Terrarch Tetralogy de William King (2011 – ) y la trilogía The Powder Mage, Brian McClellan (2013 – 2015). 

### Fantasía medieval
La fantasía histórica es una categoría de fantasía y género de ficción histórica que incorpora elementos fantásticos (como la magia) en una narrativa más "realista". Hay muchos cruces con otros subgéneros de fantasía; aquellos clasificados como Arturo, Celta o Edad Oscura podrían ser fácilmente colocados en la fantasía histórica.

### Fantasía prehistórica
Historias ambientadas en tiempos prehistóricos y que representan la vida de las personas prehistóricas. Los ejemplos de fantasía prehistórica incluyen la serie Earth's Children, Jean M. Auel (1980-2011). 

### Wuxia
Wǔxiá, que significa literalmente "héroes marciales (artes)", es un subgénero del género de cuasi fantasía y artes marciales en la literatura, la televisión y el cine. Wǔxiá ocupa un lugar destacado en la cultura popular de las zonas de habla china, y los escritores más importantes han dedicado seguidores. 
El género wǔxiá es una mezcla de la filosofía de xiá (俠, "código de honor", "una persona ética", "un héroe") y la larga historia de China en wǔshù ("kung fu" (pronunciado gong fu, a pesar de los conceptos erróneos populares ) o "artes marciales"). Un artista marcial que sigue el código de xiá se llama espadachín o xiákè (俠客 / 侠客, literalmente "invitado caballeresco"). Las tradiciones del samurai bushidō de Japón, las tradiciones caballerescas de la caballería de Inglaterra y las tradiciones occidentales de pistoleros de Estados Unidos comparten algunos aspectos con las tradiciones xiá del espadachín de China. Sin embargo, el espadachín no necesita servir a un señor o tener ningún poder militar y no se les exige que pertenezcan a una clase aristocrática.